# 英語リスニング入門
『NHKラジオ英語リスニング入門』（えいごリスニングにゅうもん）は、NHKラジオ第2放送で2002年度から2004年度まで放送されていた語学番組である。

## 放送時間
月曜日、水曜日、金曜日が本放送で、火曜日、木曜日、土曜日は前日の再放送となっていた。
- 月 - 土
  - 午前 6時45分 - 7時00分
  - 午後 3時10分 - 3時25分
  - 午後 7時05分 - 7時25分

## 講師

### 2002年度

#### 前期
- 松坂ヒロシ（早稲田大学教授）
- ジェームス・バワーズ（明治大学教授）

#### 後期
- 西垣知佳子（千葉大学助教授）

### 2003年度

#### 前期
- 松坂ヒロシ（早稲田大学教授）
- ジェームス・バワーズ（明治大学教授）

#### 後期
- 西垣知佳子（千葉大学助教授）

### 2004年度

#### 前期
- 松坂ヒロシ（早稲田大学教授）
- ジェームス・バワーズ（明治大学教授）

#### 後期
- 遠山顕